# Чорна смуга
Чорна смуга (пол. Czarna smuga) — український документальний фільм 2016 року про трагедію знищених у повоєнні 1940-ві поляками українських сіл, про вбивства армієкрайовцями ні в чому не винних мирних українських селян, про скалічені долі мільйонів насильно виселених з прадідівських земель українців.
Фільм містить свідчення про масове знищення дощенту 68 українських сіл польською Армією крайовою та батальйонами хлопськими в повоєнних 1940-х.
Фільм демонструвався в ефірі парламентського телевізійного каналу «Рада».

## Створення
Фільм створений у 2016-му.
Автори фільму: Надія Нікольнікова та Григорій Прилуцький, оператор Олександр Шкот, режисер монтажу Павло Старовойт.
Фільм створений за сприяння народного депутата України Олега Мусія та голови Сокальської районної ради Миколи Паська.
У організації зйомок та роботі над фільмом допомагали Анатолій Троцюк, Микола Пасько, товариство «Меморіал», музейники і краєзнавці Сокальщини, завдяки праці яких збережені документи, за якими можна відновити історичну правду.